# Pseudodontodynerus peculiariventris
Pseudodontodynerus peculiariventris är en stekelart som beskrevs av Giordani Soika 1952. Pseudodontodynerus peculiariventris ingår i släktet Pseudodontodynerus och familjen Eumenidae. Utöver nominatformen finns också underarten P. p. salsus.